# Palais de Gabriel Zaporta
Le palais de Gabriel Zaporta, ou maison de l'Infante, est un palais de style Renaissance de la ville espagnole de Saragosse aujourd'hui disparu. Le Patio de l'Infante (es) en est un vestige installé dans un autre immeuble de la ville.

## Description

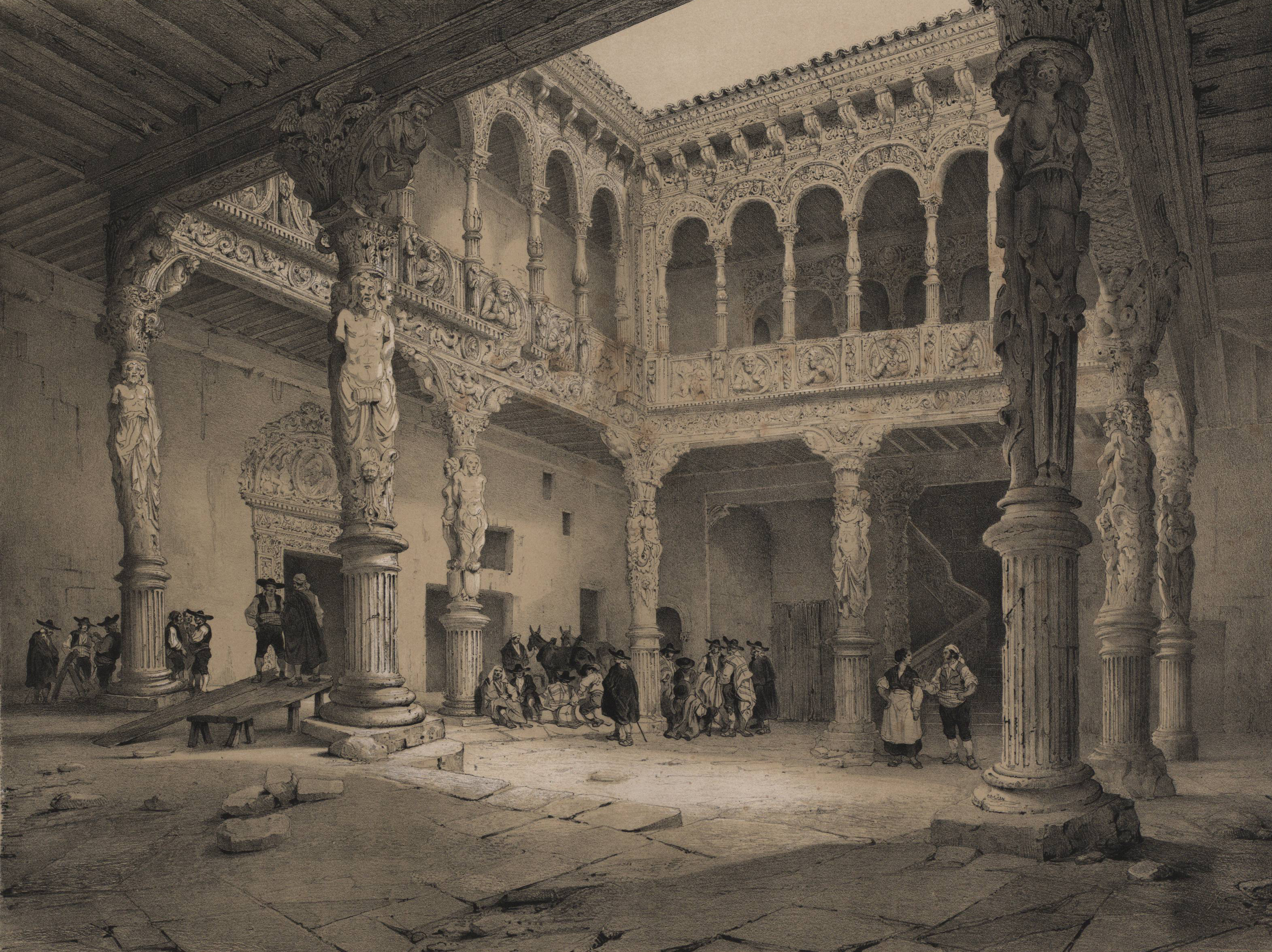
Le Patio de l'Infante sur une gravure de 1850 publié dans España artística y monumental.

Il se trouvait dans la rue de San Jorge de la ville de Saragosse. Bâti dans le style Renaissance, son origine remonte à la moitié du XVIe siècles, précisément à 1550, lorsqu'il a été commandé par le magnat aragonais Gabriel Zaporta (es). Il est devenu connu des siècles plus tard sous le nom de "Maison de l'Infante", en référence à María Teresa de Vallabriga, qui résidait entre ses murs. Il aurait jadis hébergé une collection d'art avec des œuvres de Francisco de Goya.
Au cours du XIXe siècles, le palais a eu différentes utilisations et a subi plusieurs incendies, qui ont finalement conduit à sa démolition en 1903. La cour connue sous le nom de Patio de l'Infante (es) et le chambranle de la porte d'entrée ont toutefois été sauvés. Selon Juan Antonio Gaya Nuño (es), il s'agissait du «plus beau bâtiment civil de Saragosse» et Fernando Chueca Goitia (es) l'a décrit comme un «miroir des palais aragonais».

## Bibliografía
- Castán Palomar, « ¿Vuelve a España el famoso patio de la casa de la Infanta? », ABC, Sevilla,‎ 1934, p. 11 (ISSN 1136-0208, lire en ligne)
- « El penúltimo requiem. El palacio de Gabriel Zaporta o "Casa de la Infanta" », Coleccionables Revista Aragón, Zaragoza, SIPA, no Fascículo 1,‎ 1974 (lire en ligne)
- Ascensión Hernández Martínez, La ciudad de Zaragoza de 1908 a 2008. Actas del XIII Coloquio de Arte Aragonés, Zaragoza, Manuel García Guatas, Jesús Pedro Lorente, Isabel Yeste Navarro (coords.), 2009, 277-336 p. (ISBN 978-84-7820-997-2, lire en ligne), « De restauraciones, demoliciones y otros debates sobre el patrimonio monumental zaragozano del siglo XX »
- Navascués Palacio, « El Patio de la Infanta en Zaragoza », Descubrir el Arte, no 1,‎ 1999, p. 72-73 (ISSN 1578-9047, lire en ligne)